# Alex Amsterdam
Alex Amsterdam vlastním jménem Alexander Rosin (* 22. října 1980 Bad Oeynhausen) je německý písničkář a hudebník.

## Život
Alexander Rosin je synem dětského písničkáře Volkera Rosina. Ve čtyřech letech stál poprvé ve studiu a zpíval písně jako Das Krokodil vom Nil, Mein Freund heißt Alexander a Es war einmal ein Apfel. Ty byly také natočeny i pro pořad Die Sendung mit der Maus. Do svých 13 let se podílel na více než deseti albech svého otce. Později se vyučil jako průmyslový úředník (Industriekaufmann).
Začátkem ledna 2018 byl Alexander Rosin v Düsseldorfu odsouzen k 15 měsícům odnětí svobody podmíněně a k zaplacení 5 000 eur oběti za zveřejnění videa na internetu, na němž měl sex s 16letou fanynkou.

## Hudební kariéra
V devatenácti letech založil kapelu „Queen Mom“ (1999-2006), která svým melodickým alternativním rockem položila základ jeho typicky chytlavému a britskou hudbou zabarvenému písničkářství. Po více než 100 vystoupeních a pěti vydaných CD opustil v roce 2006 kapelu a přestěhoval se do Düsseldorfu, kde si dal umělecké jméno (pseudonym) Alex Amsterdam.
Hudebně se řadí k žánrům písničkář, indie, indie-pop, pop & rock.
Od roku 2006 vystupuje v Německu i dalších zemích Evropy, mimo jiné v Chorvatsku, Itálii, České republice, Rakousku, Švýcarsku, Belgii či Nizozemsku. Koncertoval s hudebníky a skupinami jako je Train, Boyce Avenue, Kettcar, Tomte, Jupiter Jones, Luxuslärm, Minus The Bear, La Vela Puerca, Auletta, Dendemann, Gisbert zu Knyphausen, Mikroboy, Bonaparte, Keith Caputo, Alberta Cross, Peter Green (ex- Fleetwood Mac ), Killians, Heinz Rudolf Kunze, Fools Garden, Erdmöbel, Fidget, Nils Koppruch, Fire in the Attic, Dota & die Stadtpiraten nebo Abi Wallenstein.
Po třech CD vydaných vlastním nákladem podepsal v roce 2011 smlouvu s nezávislým vydavatelstvím Redfield Records, které v roce 2012 vydalo album Love is Fiction. Tato produkce byla vydána na CD, LP a v deluxe boxu včetně DVD.
První singl Riot Girl vysílaly mimo jiné stanice 1LIVE, WDR2, SWR3, Radio Fritz a NDR 2. Druhý singl Better Off Alone měl do prosince 2015 na YouTube přes 328 000 zhlédnutí.
V roce 2013 byl Alex Amsterdam podpořen a propagován německou neziskovou organizací Initiative Musik.
Dne 23. ledna 2015 vydal Alex Amsterdam u Redfield Records své třetí studiové album Come What May. Album vyšlo na CD, vinylovém LP a MC jako limitovaná edice. První singl Miss Rainbow se umístil na 71. místě hitparády Airplaycharts.

## Obsazení
Po počátečním sólovém turné Alexe Amsterdama se k němu v roce 2008 připojil klávesista Simon Horn, který také produkoval EP The Die is Cast (2009). Po Hornově odchodu v polovině roku 2010 se Alex Amsterdam rozhodl dát dohromady kompletní sestavu kapely. V letech 2010 až 2012 byl na turné s hudebníky Sabrinou Maackovou (bicí), Thomasem Palenbergem (basová kytara) a Marcem Aretzem (kytara) a vydal s nimi album Love is Fiction, které produkoval Tobias Röger.
Od poloviny roku 2013 znovu koncertuje jako sólový umělec.

## Ocenění
- (2007) Deutscher Rock & Pop Preis – finalista německé rockové a popové soutěže[13]
- (2009) Line 6 Live Award 2009/2010 – zářijový vítěz německého portálu regioactive.de, platformy pro pořádání akcí v Německu[14]
- (2009) „Newcomer der Woche“ NDR 2 – nováček týdne německé rozhlasové stanice NDR 2 [15]

## Diskografie
- Lonely Streets and Empty Lanes (2007)
- Stillness of a Moment (2008)
- The Die is Cast (2009)
- Love is Fiction (2012)
- Come What May (2015)
- Me & My Ego (2020)